# EuroHockey Nations Challenge (Halle, Damen) 2008
Die EuroHockey Nations Challenge (Halle, Damen) 2008 war die erste Auflage der Hallen-"C-EM" der Damen. Sie fand vom 18. bis 20. Januar in Sheffield statt.
Dänemark stieg als Sieger in die B-EM auf.

## Vorrunde

### Gruppe A
| Rang | Land     | Tore | Punkte |
| ---- | -------- | ---- | ------ |
| 1    | England  | 24:2 | 6      |
| 2    | Dänemark | 13:3 | 6      |
| 3    | Schweden | 4:13 | 3      |
| 4    | Türkei   | 1:20 | 0      |

| Schweden | – | Dänemark | 1:3  |
| England  | – | Türkei   | 10:0 |
| Türkei   | – | Schweden | 1:3  |
| England  | – | Dänemark | 5:2  |
| Türkei   | – | Dänemark | 0:7  |
| England  | – | Schweden | 9:0  |

## Spiel um Platz 3
Schweden 0:1  Türkei

## Finale
England 2:3  Dänemark

## Endergebnis
- Dänemark
- England
- Türkei
- Schweden

## Referenzen
- EHF-Archiv PDF-Datei